# Ландини, Франческо
Франческо Ланди́ни или Ланди́но (итал. Francesco Landini , ок. 1325 , Флоренция, по другим данным — Фьезоле — 2 сентября 1397, Флоренция) — итальянский композитор, поэт и органист. Крупнейший композитор итальянского Ars nova.

## Биография
Вследствие ошибочного свидетельства Вазари долгое время считался сыном художника Якопо дель Казентино (англ., ученика Джотто). Потерял зрение в 6 лет, переболев оспой. Впоследствии получил прозвище Чьеко (Слепец). Кроме того, современники называли его Francesco degli Organi, так как он виртуозно играл на органе, а также чинил и настраивал органы.
Биографию Ландини передаёт автор двухтомной хроники «Liber de origine civitatis Florentiae et eiusdem famosis civibus» Филиппо Виллани. Согласно этому свидетельству Ландини рано начал заниматься музыкой (сначала петь, а затем играть на струнных инструментах и органе) — «чтобы каким-нибудь утешением облегчить ужас вечной ночи». Музыкальное развитие его шло с чудесной быстротой и изумляло окружающих: он превосходно изучил конструкцию многих инструментов («как если бы видел их очами»), вносил усовершенствования и изобретал новые образцы. С годами Франческо Ландини превзошёл всех своих современников — музыкантов, живших в Италии. Ландини получил разностороннее гуманитарное образование. Он знал грамматику, философию, поэзию, астрологию, учился музыке у флорентийских мастеров.
Несмотря на то, что Ландини ещё даже не был композитором (писать он начал примерно с середины 1360-х), он был коронован в качестве королевского поэта острова Кипр (коронация состоялась в Венеции, в присутствии Петрарки, вероятно, около 1365 года).
Жизнь и творчество Ландини связаны с Флоренцией, где он с 1365 года руководил хором и выполнял обазанности органиста знаменитой церкви Сан-Лоренцо. Начиная с 1348 года в Сан-Лоренцо также служил Лоренцо Флорентийский, у которого Ландини, возможно, брал уроки музыки.
Во Флоренции Ландини много общался с поэтами, писал музыку на тексты Франко Саккетти, сам сочинял стихи, принимал участие в философских дискуссиях (среди оппонентов Ландини был, например, Колуччо Салутати). В этой связи интересен фрагмент из «Райской виллы Альберти» Джованни Герарди (в России этот философский роман исследовал и переводил А. Н. Веселовский), в котором содержится как анализ, так и выписки из свидетельств очевидцев. Здесь описаны события, относящиеся, по-видимому, к 1389 году: 

В обществе, собравшемся на богатой вилле «Il Paradiso» («Рай»), Ландини находился среди представителей партии пополан, ценителей Данте и итальянской народной поэзии, читал свои латинские стихи в защиту семи свободных искусств, а затем присутствующие пели и плясали под его игру на органе.
Внучатым племянником Франческо Ландини был флорентийский гуманист и философ Кристофоро Ландино.

## Характеристика творчества
В некоторых источниках Ландини называют последователем и учеником Якопо Болонского. Однако, поскольку нет данных о пребывании Якопо во Флоренции, не говоря уже об обучении им композиторскому искусству Франческо Ландини, эта версия является маловероятной. Кроме того, флорентийская школа музицирования стояла в те времена особняком. Среди жанров в творчестве Ландини доминирует баллата (на 2 и 3 голоса); есть также мадригалы на 2 и 3 голоса. Примеры остальных жанров единичны:
- 91 двухголосная баллата
- 49 трёхголосных баллат (восемь из них есть также в двухголосных вариантах)
- 9 двухголосных мадригалов
- 2 трёхголосных мадригала
- канонический трехголосный мадригал
- трёхголосное виреле
- 1 трёхголосная качча
- 1 трёхголосный мотет

Кроме того, три мотета Ландини сохранились фрагментарно. Полный список сочинений Ландини (с указанием их современных аудиозаписей) доступен на портале medieval.org.
Полное собрание сочинений Ландини опубликовал Лео Шраде в серии Polyphonic music of the fourteenth century, vol. 4, в 1958 году.

## Рецепция
Ещё в конце XIV века Филиппо Виллани характеризовал Ландини как великолепного музыканта, который пел и играл чаще всего на переносном органе, а также на многих других инструментах, среди которых арфа (lyra), ребаб (ribebum, имеется в виду ребек), limbutum (лютня?), гитерн (quintaria), продольная флейта (avena), тибия (tibia). Кроме того, Виллани ссылается на изобретённый Ландини многострунный инструмент (разновидность цитры?), который он скомбинировал из лютни и кануна (лат. canon) и назвал serena serenarum.
Одним из ранних свидетельств популярности Ландини служит Кодекс из Фаэнцы (Codex Faenza, начало XV века), в который вошли 86 интабуляций его вокальной музыки для органа, при том что остальные авторы Треченто представлены в этой рукописи в гораздо меньшем количестве.
В XX и XXI веках произведения Ландини — неотъемлемая часть фестивалей средневековой музыки. Ансамбли старинной музыки часто включают аранжировки композитора в свои программы. Визитной карточкой Ландини в наше время считается двухголосная баллата Ecco la primavera («Вот и весна!»). Среди известных ансамблей, исполнявших музыку Ландини, «Готические голоса», «Микролог», «Anonymous 4», «La Reverdie», «Alla Francesca», «L’Arpeggiata».